# Jakow Riezancew
Jakow Władimirowicz Riezancew, ros. Яков Владимирович Резанцев (ur. 17 czerwca 1973, zm. 24 marca 2022) – rosyjski wojskowy, generał porucznik.

## Życiorys
Riezancew brał udział między innymi rosyjskiej operacji militarnej w Syrii i w Abchazji. Od sierpnia 2020 był dowódcą 49 Armii Ogólnowojskowej. Stopień generała porucznika otrzymał w 2021 roku.
Brał udział w rosyjskiej inwazji na Ukrainę w 2022 roku. 25 marca 2022 roku doradca Szefa Kancelarii Prezydenta Ukrainy ds. komunikacji strategicznej w dziedzinie bezpieczeństwa narodowego i obrony Ołeksij Arestowycz poinformował, że generał Jakow Riezancew zginął zabity przez wojska ukraińskie w ataku na lotnisko w Czornobajiwce w obwodzie chersońskim. Riezancew był prawdopodobnie siódmym rosyjskim generałem zabitym w trakcie rosyjskiej inwazji.

## Wybrane odznaczenia
- Order „Za zasługi wojskowe”[2],
- Order Aleksandra Newskiego[2]